# Arienide
Arienide, o Ariene (in greco antico: Άρύηνις?, Arýēnis; in latino Aryenis; fl. 585 a.C.), fu una principessa della Lidia che, secondo lo storico greco Erodoto, era figlia del re Aliatte II e sorella del futuro re Creso.
Il nome "Arienide" deriva dalla traslitterazione latina del nome greco Aryēnis (Άρύηνις), che a sua volta era la forma ellenizzata di un nome lidio riconducibile al termine ittita arawanni- (𒂖), che vuol dire "libero", nel senso di persona che non è in stato di schiavitù.

## Biografia
Arienide era nipote di Sadiatte e di sua moglie Lide, e pronipote di Ardi II. Suo padre, Aliatte, fu il quarto re della dinastia dei Mermnadi che regnò sulla Lidia. Egli ebbe almeno due mogli e quattro figli. Arienide e suo fratello Creso erano nati dall'unione tra Aliatte e una donna caria. Aveva un fratellastro di nome Pantaleone, figlio di Aliatte e di una donna greca. Arienide aveva anche una sorella sposata con Mela, tiranno della città greca di Efeso. Arienide doveva avere due o tre anni in più di Creso, dato che nel 585 a.C. era abbastanza grande da potersi sposare.
Dopo la battaglia dell'eclissi, per sugellare un accordo di pace tra Ciassare di Media e Aliatte II di Lidia, Arienide venne data in sposa ad Astiage, figlio del re di Media. Grazie a questo matrimonio, Astiage divenne il genero di Aliatte e il cognato di Creso, che nel 560 a.C. sarebbe divenuto il sovrano della Lidia. Quest'alleanza consentì al regno di Lidia di sopravvivere per un'altra generazione, durante la quale visse i suoi anni di massimo splendore.
Dopo il trattato, Ciassare morì, e il trono venne ereditato da suo figlio Astiage. Arienide divenne la regina consorte dei Medi. Erodoto non identifica chiaramente Arienide come la madre di Mandane (futura madre di Ciro il Grande, fondatore dell'impero achemenide), e si presume che quest'ultima, moglie di Cambise I di Anšan, possa essere nata da una sposa precedente di Astiage.
La disfatta di suo marito da parte di Ciro il Grande, avvenuta in seguito, avrebbe dato a Creso un motivo per attraversare il fiume Ali con lo scopo di vendicarsi dei persiani.